# Србохрвати
Србохрвати су словенски народ у чије је постојање крајем 19. и почетком 20. века веровала група хрватских и српских интелектуалаца, заговорника јужнословенске унитаристичке идеологије, окупљена око хрватског књижевника и политичара Милана Марјановића. По схватању Марјановића и његових истомишљеника, Срби и Хрвати су били одвојена словенска племена пре доласка Турака на Балкан, али је доба османске превласти, поготово непрестане народне сеобе, у потпуности разорило стара јужнословенска племена и њихове племенско-државне творевине, и створило једну јужнословенску народну и етничку масу на српскохрватском , односно штокавском, говорном подручју. По Марјановићевом схватању, Србохрвати су као народ састављени од (у данашњим оквирима) Срба, Хрвата штокаваца, Црногораца и Горанаца штокавца, а српскохрватски народни простор је, такође у данашњим оквирима) простор бивше Југославије без територије Словеније и Северне Македоније. Постојање заједничког језика који становништву никада није био наметнут је овде узето као доказ биолошког јединства Србохрвата. По Марјановићу, ово народно јединство је почетком 19. века већ било утемељено, иако је Србохрватима недостајала свест о јединству као и заједничко народно име, које је Марјановић предложио.

## Обласна подела
По Марјановићу Србохрвати се могу поделити у седам области на основу менталитета и обичаја:
- 1. Старосрбијанска (Рашка област, Косово, Метохија, и донекле северни део Македоније)
- 2. Херцеговачка (Херцеговина, Црна Гора и јужна Далмација)
- 3. Босанска (Босна и средња Далмација)
- 4. Србијанска (ужа Србија)
- 5. Славонска (Славонија са Босанском Посавином, Барања и Војводина)
- 6. Хрватска (горња Хрватска односно хрватски провинцијал)
- 7. Личко-приморска (Лика и хрватско приморје)

## Алтернатива југословенској идеји
Марјановићеве идеје нису заговарале шире југословенско уједињење, већ само изградњу српскохрватске националне државе која би објединила све Србохрвате. По Марјановићу, на Балкану су живела само три словенска народа - Словенци, Србохрвати и Бугари - али уједињење ова три народа у заједничку државу није сматрано за основни циљ. У овоме погледу Марјановић и његови истомишљеници су представљали алтернативу разним пројугословенски оријентисаним групама свога времена.

## Критике
Српско-хрватско народно јединство је као идеал било најближе немачкој дефиницији националне припадности која је артикулисана средином 19 века. По овој дефиницији заједнички језик је главно мерило заједничог народног порекла, односно заједнички језик односи превагу над верским и регионалним разликама у одређивању народног идентитета. Међутим, Марјановићеви Србохрвати као народни идеал нису одговарали готово никоме на простору бивше Југославије почетком 20 века. Марјановић је оштро нападан од стране хрватских националиста као национални издајник који жели да претопи Хрвате у двоструко бројније Србе; Српски националисти су Марјановићу јако замерали на ставу да је становништво Македоније, судећи по језику, део бугарске етничке масе, и да као такво треба да буде искључено из будуће српскохрватске државе. С обзиром да Марјановић није био заинтересован за судбину Словенаца и Бугара, његови идеали су дошли под ватру југословенских удружења у којима су Словенци имали утицаја. Марјановићеви ставови су такође дошли под удар католичке и православне цркве на простору бивше Југославије, јер су се обе бојале да би српско-хрватско народно обједињење довело до стварања унијатске српско-хрватске народне цркве, што није одговарало ни једној црквеној организацији.